# 2016년 11월 죽음
다음은 2016년 11월에 사망한 저명한 인물 목록이다.
- 11월 7일
  - 미국의 영화배우 줄리 그렉
  - 캐나다의 가수 레너드 코언
- 11월 8일 - 조선민주주의인민공화국의 작곡가 리종오
- 11월 10일 - 대한민국의 축구감독 박말봉
- 11월 11일 - 미국의 배우 로버트 본
- 11월 13일 - 미국의 가수 리언 러셀
- 11월 14일 - 대한민국의 가수 조덕환
- 11월 15일 - 조선민주주의인민공화국의 정치인 변영립
- 11월 17일 - 대한민국의 가수 이영숙
- 11월 20일 - 그리스의 제6대 대통령 콘스탄티노스 스테파노풀로스
- 11월 23일 - 대한민국의 군인 함명수
- 11월 25일
  - 대한민국의 개그맨 이하원
  - 쿠바의 정치가 피델 카스트로
- 11월 28일
  - 조선민주주의인민공화국의 정치인 김명국
  - 브라질의 축구선수 클레베르 산타나